# Cerococcus deklei
Cerococcus deklei är en insektsart som beskrevs av Kosztarab och Lorenz Chrysanth von Vest 1966. Cerococcus deklei ingår i släktet Cerococcus och familjen Cerococcidae. Inga underarter finns listade i Catalogue of Life.